# Tide-Klasse
Die Tide-Klasse ist eine von der britischen Royal Navy seit 2017 eingesetzte Klasse von Flottentankern. Sie sind Teil der Royal Fleet Auxiliary.
Die Maud der norwegischen Marine ist ein etwas kleineres Schwesterschiff.

## Geschichte
Die Tide-Klasse wurde als Flottenversorger im Hinblick auf die neuen Flugzeugträger der Queen-Elizabeth-Klasse im Februar 2012 in Korea beauftragt, nachdem keine britische Werft ein Angebot für den Bau abgegeben hatte. Das anfängliche Auftragsvolumen betrug 452 Millionen Pfund, die Kosten erhöhten sich aufgrund von Wechselkursänderungen zuzüglich einiger Abschlussarbeiten in Großbritannien später auf 715 Millionen Pfund.
Im Jahr 2024 stehen drei Einheiten der Klasse in Dienst. Tiderace ist kalt aufgelegt wegen Personalmangels beim Royal Fleet Auxiliary und befindet sich nach einem Bericht aus dem April 2024 in Obhut des Schiffbauers Cammell Laird.

## Technik
Die Tide-Klasse entstand anhand eines Entwurfs von BMT Defence Services. Die Firma entwickelte eine Reihe verschiedener Varianten ihres sogenannten AEGIR-Entwurfs, die wiederum auf der Konstruktion eines zivilen Doppelhüllentankers der norwegischen Skipskonsulent basierten. Insgesamt wurden drei Haupt-Varianten und bisher eine Untervariante entwickelt, AEGIR-10, AEGIR-18, AEGIR-18R und AEGIR-26. Die britischen Schiffe basieren auf der AEGIR-26. Der erste Exporterfolg, die norwegische Maud, basiert auf der AEGIR-18R, wobei bei dieser Untervariante gegenüber der Standard AEGIR-18 ein Drittel der Kapazitäten für trockene Zuladung anstelle von Tanks vorgesehen ist.
Die Tanks sind für Frischwasser, Kerosin und Schiffskraftstoff vorgesehen. Das Flugdeck ist für sämtliche Helikopter geeignet inklusive der Chinooks der Royal Air Force.

## Einheiten
Die Namen der Klasse sind solche einer früheren Klasse von Flottentankern aus dem 20. Jahrhundert.
| Kennung | Name           | Stapellauf      | Indienststellung  | Status           |
| ------- | -------------- | --------------- | ----------------- | ---------------- |
| A136    | RFA Tidespring | April 2015      | 27. November 2017 | aktiv            |
| A137    | RFA Tiderace   | November 2015   | 2. August 2018    | Auflieger (2024) |
| A138    | RFA Tidesurge  | 4. Juni 2016    | 20. Februar 2019  | aktiv            |
| A139    | RFA Tideforce  | 21. Januar 2017 | 30. Juli 2019     | aktiv            |